# Взрыв котла
Взрыв котла — форма физического взрыва, катастрофический отказ парового котла, при котором происходит его разрушение. Причиной взрыва котла обычно является перенапряжение его стенок, в результате чего нарушается их целостность. Чаще всего взрывы котлов происходят из-за чрезмерно высокого давления пара и обусловлены дефектом конструкции либо из-за отсутствия надлежащего периодического ремонта, либо неправильной эксплуатации (выход из строя предохранительного клапана, при понижении уровня воды в котле ниже допустимого и т. д.), либо вследствие форс-мажорных причин, ведущих к возникновению температурных напряжений на находящихся под давлением поверхностях (например, при резком охлаждении корабельных котлов забортной водой).
На заре эпохи паровой энергетики взрывы котлов были весьма частым явлением. Это было обусловлено, прежде всего, недостаточным уровнем знаний в области термодинамики и сопротивления материалов, а также низким качеством материалов, применявшихся для изготовления первых котлов, и примитивной технологией их производства: котлы изготавливались из кованых листов железа и стягивались обручами. К началу XIX века был накоплен достаточный уровень знаний в области проектирования и эксплуатации паровых котлов и взрывы стационарных котельных установок стали редкими.
В XIX веке взрывы котлов были характерны, в основном, для паровозов, так как их котлы выполняются облегченной конструкции и при этом высокофорсированы, а кроме того, испытывают ещё и переменные вибрационные и ударные нагрузки при движении по рельсам. В дополнение ко всему паровозный котёл жаротрубный, где давление пара действует на внешнюю поверхность труб теплообменника, что также снижает прочность. Именно по этой причине в конце XIX века были выработаны и приняты жёсткие нормы на проектирование, содержание и ремонт паровозных котлов. Конструкции стационарных и судовых котлов имеют значительно больший запас прочности и взрываются гораздо реже паровозных. Официально самый первый взрыв котла на паровозе произошёл ещё в 1813 году, когда инженер Брунтон, демонстрируя свой «Механический путешественник», решил повысить его скорость путём дополнительного повышения давления пара в котле, однако котёл неожиданно взорвался, убив при этом 15 человек. Один из наиболее катастрофичных случаев произошёл на британском броненосце «Тандерер» в 1876 году — тогда причиной взрыва стало несовершенство конструкции котлов в сочетании с плохим техническим состоянием предохранительного клапана. Погибло, по различным данным, до 46 человек, включая командира корабля.
Примечательно, что один из сохранившихся до наших дней паровозов-памятников в процессе своей эксплуатации в начале XX века имел взрыв котла. Это паровоз Ов-5109, установленный у локомотивного депо Волгоград. Впоследствии отремонтированный, этот паровоз в период Сталинградской битвы доставлял на передовые позиции поезда с боеприпасами и горючим. В ноябре 1967 года паровоз был установлен в качестве памятника.
Один из наиболее мощных взрывов котла на территории СССР произошёл в 1957 году на Бийской ТЭЦ-2. Тогда погибло более 40 человек (точная цифра до сих пор не известна, так как в районе территории ТЭЦ в землянках и временных домах проживало множество переселенцев, в том числе и нелегальных), а обломки котла, оборудования станции и фрагменты её здания (а оно было почти полностью разрушено) были разбросаны в радиусе порядка километра.
С середины XX века взрывы котлов заводского изготовления стали очень редким явлением. Однако в 2000—2010 годах в связи с массовой заменой печного отопления котельным в частных домах стали появляться котлы, произведённые мелкими фирмами, а то и кустарно, из неподходящих для этой цели материалов без соблюдения каких-либо норм проектирования. При нарушении правил эксплуатации отопительной системы (например, при замерзании воды в расширительном баке, установленном на неотапливаемом чердаке) в системе повышается давление, что при отсутствии предохранительной аппаратуры приводит к взрыву непрочного котла.